# Lepidophyma
Lepidophyma (тропічна нічна ящірка) — рід сцинкоподібних ящірок родини нічних ящірок (Xantusiidae). Представники цього роду мешкають в Мексиці і Центральній Америці.

## Опис
Тропічні нічні ящірки поширені від мексиканських штатів Тамауліпас і Мічоакан до карибських схилів Панами. Вони відсутні на півночі півострова Юкатан, а також на тихоокеанському узбережжі Гватемали та Сальвадору.
Тропічні нічні ящірки мають нерухомі повіки і округлі зіниці. Луски на голові збільшені, спина і боки вкриті неоднорідними зернистими лусками. Усі тропічні нічні ящірки живородні. Деякі види розмножуються шляхом партеногенезу.

## Види
Рід Lepidophyma нараховує 23 види:
- Lepidophyma chicoasensis Álvarez & Valentín, 1988
- Lepidophyma cuicateca Canseco-Márquez et al., 2008
- Lepidophyma dontomasi (H.M. Smith, 1942)
- Lepidophyma flavimaculatum A.H.A. Duméril, 1851
- Lepidophyma gaigeae Mosauer, 1936
- Lepidophyma inagoi Palacios-Aguilar, Santos-Bibiano & Flores-Villela, 2018
- Lepidophyma jasonjonesi Grünwald, Reyes-Velasco, Ahumada-Carrillo, Montaño-Ruvalcaba, Franz-Chávez, La Forest, Ramírez-Chaparro, Terán-Juárez, & Borja-Jiménez, 2023
- Lepidophyma lineri H.M. Smith, 1973
- Lepidophyma lipetzi H.M. Smith & Álvarez del Toro, 1977
- Lepidophyma lowei Bezy & Camarillo, 1997
- Lepidophyma lusca Arenas-Moreno, Muñoz-Nolasco, Bautista-Del Moral, Rodríguez-Miranda, Domínguez-Guerrero & Méndez-de la Cruz, 2021
- Lepidophyma mayae Bezy, 1973
- Lepidophyma micropholis Walker, 1955
- Lepidophyma occulor H.M. Smith, 1942
- Lepidophyma pajapanensis Werler, 1957
- Lepidophyma radula (H.M. Smith, 1942)
- Lepidophyma ramirezi Lara-Tufiño & Nieto-Montes de Oca, 2021
- Lepidophyma reticulatum Taylor, 1955
- Lepidophyma smithii Bocourt, 1876
- Lepidophyma sylvaticum Taylor, 1939
- Lepidophyma tarascae Bezy, Webb & Álvarez, 1982
- Lepidophyma tuxtlae Werler & Shannon, 1957
- Lepidophyma zongolica García-Vázquez, Canseco-Márquez & Aguilar-López, 2010

## Етимологія
Наукова назва роду Lepidophyma походить від сполучення слів дав.-гр. λεπις — луска і φυμα — пухлина.